# Список об'єктів, названих на честь П'єра Ферма
Наступне було названо на честь П'єра Ферма (фр. Pierre de Fermat; 1601—1665) — французького математика:
теореми
- Велика теорема Ферма
- Мала теорема Ферма
- Теорема Ферма
- Теорема Ферма про прямокутний трикутник
- Теорема Ферма про суму двох квадратів

інше
- Гіпотеза Ферма — Каталана
- Метод спуску Ферма
- Метод факторизації Ферма
- Тест простоти Ферма
- Точка Ферма
- Принцип Ферма
- Числа Ферма
- Прості_числа_Ферма
- Спіраль Ферма
- 12007 Ферма — астероїд головного поясу
- Премія Ферма — міжнародна математична премія для молодих науковців.